# NGC 5618
NGC 5618 (другие обозначения — UGC 9250, MCG 0-37-5, ZWG 19.26, PGC 51603) — спиральная галактика с перемычкой (SBc) в созвездии Дева.
Этот объект входит в число перечисленных в оригинальной редакции «Нового общего каталога».